# Maurício nos Jogos Olímpicos de Verão de 2020
A Maurícia (ou Maurício) competiu nos Jogos Olímpicos de Verão de 2020 em Tóquio. Originalmente programados para ocorrerem de 24 de julho a 9 de agosto de 2020, os Jogos foram adiados para 23 de julho a 8 de agosto de 2021, por causa da pandemia COVID-19. Foi a 10.ª participação da nação nos Jogos Olímpicos de Verão desde sua estreia em 1984.

## Competidores
Abaixo está a lista do número de competidores nos Jogos.
| Esporte        | Masculino | Feminino | Total |
| -------------- | --------- | -------- | ----- |
| Atletismo      | 1         | 0        | 1     |
| Badminton      | 1         | 0        | 1     |
| Boxe           | 2         | 0        | 2     |
| Halterofilismo | 0         | 1        | 1     |
| Judô           | 1         | 0        | 1     |
| Natação        | 1         | 1        | 2     |
| Total          | 6         | 2        | 8     |

## Atletismo
Maurício recebeu vagas de Universalidade da IAAF para enviar um atleta para os Jogos.
- Nota– As posições para os eventos de pista são em relação à bateria do atleta
- Q = Qualificado para a próxima fase
- q = Qualificado para a próxima fase como o perdedor mais rápido ou, em eventos de campo, pela posição sem atingir o alvo para qualificação
- NR = Recorde nacional
- N/A = Fase não aplicável para o evento
- Bye = Atleta não precisou disputar aquela fase

Eventos de pista e estrada
| Atleta               | Evento                        | Eliminatória | Eliminatória | Semifinal | Semifinal | Final     | Final   |
| Atleta               | Evento                        | Resultado    | Posição      | Resultado | Posição   | Resultado | Posição |
| -------------------- | ----------------------------- | ------------ | ------------ | --------- | --------- | --------- | ------- |
| Jérémie Lararaudeuse | 110 m com barreiras masculino |              |              |           |           |           |         |

## Badminton
Maurício inscreveu um atleta do badminton no torneio olímpico. O duas vezes campeão africano Georges Paul garantiu uma vaga como o atleta de melhor ranking ainda buscando qualificação em seu respectivo continente, baseado no ranking da IWF de 15 de junho de 2021.
| Atleta       | Evento               | Fase de grupos        | Fase de grupos            | Fase de grupos       | Fase de grupos | Eliminação           | Quartas-de-final     | Semifinal            | Final / BM           | Final / BM |
| Atleta       | Evento               | Adversário Resultado  | Adversário Resultado      | Adversário Resultado | Posição        | Adversário Resultado | Adversário Resultado | Adversário Resultado | Adversário Resultado | Posição    |
| ------------ | -------------------- | --------------------- | ------------------------- | -------------------- | -------------- | -------------------- | -------------------- | -------------------- | -------------------- | ---------- |
| Georges Paul | Individual masculino | JPN K Tsuneyama ( , ) | BRA Y C de Oliveira ( , ) | —                    |                |                      |                      |                      |                      |            |

## Boxe
Maurício inscreveu dois boxeadores para o torneio olímpico. O duas vezes atleta olímpico Richarno Colin conquistou a vitória na semifinal do Torneio Africano de Qualificação Olímpica de 2020 para garantir a vaga na categoria leve em Diamniadio, Senegal. O atleta olímpico da Rio 2016 Merven Clair completou a equipe da nação no boxe ao liderar a lista de boxeadores disponíveis da África na categoria meio-médio, de acordo com o Ranking da Força-tarefa do COI. 
| Atleta         | Evento           | Fase de 32           | Oitavas-de-final     | Quartas-de-final     | Semifinais           | Final                | Final   |
| Atleta         | Evento           | Adversário Resultado | Adversário Resultado | Adversário Resultado | Adversário Resultado | Adversário Resultado | Posição |
| -------------- | ---------------- | -------------------- | -------------------- | -------------------- | -------------------- | -------------------- | ------- |
| Richarno Colin | -63 kg masculino |                      |                      |                      |                      |                      |         |
| Merven Clair   | -69 kg masculino |                      |                      |                      |                      |                      |         |

## Halterofilismo
Maurício inscreveu uma halterofilista para a competição olímpica. A atleta olímpica da Rio 2016 Roilya Ranaivosoa liderou a lista de halterofilistas da África na categoria até 49 kg feminino, com base no Ranking Absoluto Continental da IWF.
| Atleta            | Evento          | Arranque  | Arranque | Arremesso | Arremesso | Total | Posição |
| Atleta            | Evento          | Resultado | Posição  | Resultado | Posição   | Total | Posição |
| ----------------- | --------------- | --------- | -------- | --------- | --------- | ----- | ------- |
| Roilya Ranaivosoa | –49 kg feminino |           |          |           |           |       |         |

## Judô
Maurício inscreveu um judoca para o torneio olímpico com base no Ranking Olímpico Individual da International Judo Federation.
Masculino
| Atleta        | Evento | Fase de 32           | Oitavas-de-final     | Quartas-de-final     | Semifinais           | Repescagem           | Final / BM           | Final / BM |
| Atleta        | Evento | Adversária Resultado | Adversária Resultado | Adversária Resultado | Adversária Resultado | Adversária Resultado | Adversária Resultado | Posição    |
| ------------- | ------ | -------------------- | -------------------- | -------------------- | -------------------- | -------------------- | -------------------- | ---------- |
| Remi Feuillet | −90 kg |                      |                      |                      |                      |                      |                      |            |

## Natação
Maurício recebeu vagas de universalidade da FINA para enviar os nadadores de melhor ranking (um por gênero) para seus respectivos eventos individuais nas Olimpíadas, baseado no Ranking de Pontos da FINA de 28 de junho de 2021.
| Atleta          | Evento                | Eliminatória | Eliminatória | Semifinal | Semifinal | Final | Final   |
| Atleta          | Evento                | Tempo        | Posição      | Tempo     | Posição   | Tempo | Posição |
| --------------- | --------------------- | ------------ | ------------ | --------- | --------- | ----- | ------- |
| Mathieu Marquet | 100 m livre masculino |              |              |           |           |       |         |
| Alicia Kok Shun | 100 m peito feminino  |              |              |           |           |       |         |